# 环氧环己烷
环氧环己烷（英語：Cyclohexene oxide，Epoxycyclohexane）是一种环烷烃环氧化合物。其可作为单体经阳离子聚合成具有热塑性的聚环氧环己烷。

## 合成
环氧环己烷可由环己烯经环氧化反应得到。反应体系可以与过氧酸进行均相反应得到，也可以利用催化剂（如银与氧气反应）进行非均相反应得到。
工业生产环氧环己烷更倾向于采用非均相催化反应，因为这样有更好的原子经济性，而且产物容易分类，催化剂可回收重复利用。采用的过氧酸常为过氧化氢。近年来也发现了采用固定化的金属卟啉络合物催化氧化有很高的效率。
在实验中，常用环己烯与单过氧邻苯二甲酸镁(MMPP)的水-异丙醇溶液室温下反应得到环氧环己烷，且反应产率可达到85%。

## 性质和反应
环氧环己烷的晶体结构已通过分析方法得到广泛研究。环氧环己烷可在溶液中经固体酸催化剂的催化下聚合形成聚环氧环己烷。